# Pellizzano

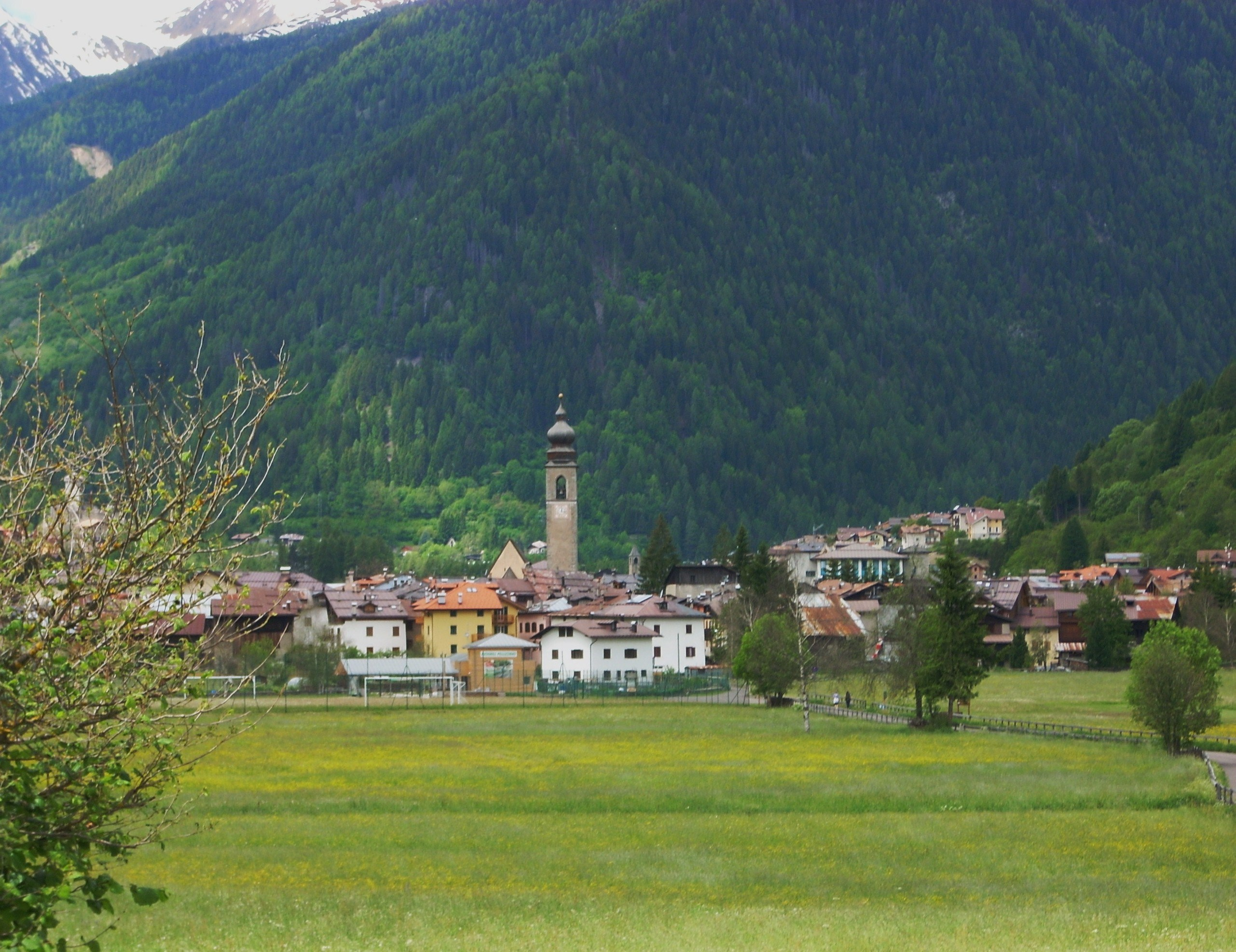
Blick auf Pellizzano

Pellizzano (deutsch veraltet: Pletzen, Solander: Pliciàn) ist eine nordostitalienische Gemeinde (comune) im Trentino in der Region Trentino-Südtirol. Die Gemeinde hat 798 Einwohner (Stand am 31. Dezember 2023) und liegt etwa 38,5 Kilometer nordwestlich von Trient am Noce und gehört zur Talgemeinschaft Comunità della Valle di Sole.

## Verkehr
Durch die Gemeinde führt die Strada Statale 42 del Tonale e della Mendola von Treviglio nach Bozen.